# Příbraz
Obec Příbraz (německy Pschibras) se nachází v okrese Jindřichův Hradec v Jihočeském kraji. Žije zde 277 obyvatel. V obci je vesnická památková zóna.

## Historie
První písemná zmínka o obci pochází z roku 1518. V roce 1921 zde stálo 103 domů a žilo zde 622 obyvatel, z toho 616 Čechů a 4 Němci.

## Přírodní poměry
Do jižní části katastrálního území zasahuje přírodní rezervace Losí blato u Mirochova.

## Pamětihodnosti
- Venkovské usedlost čp. 12 a 19
- Husův sbor z roku 1925, bývalá kaple svatého Václava
- Kaple Nejsvětějšího Srdce páně z roku 2014[6]

## Osobnosti
- František Václav Karlík (1811–1889), kantor a hudební skladatel, narodil se v osadě Hutě

## Galerie

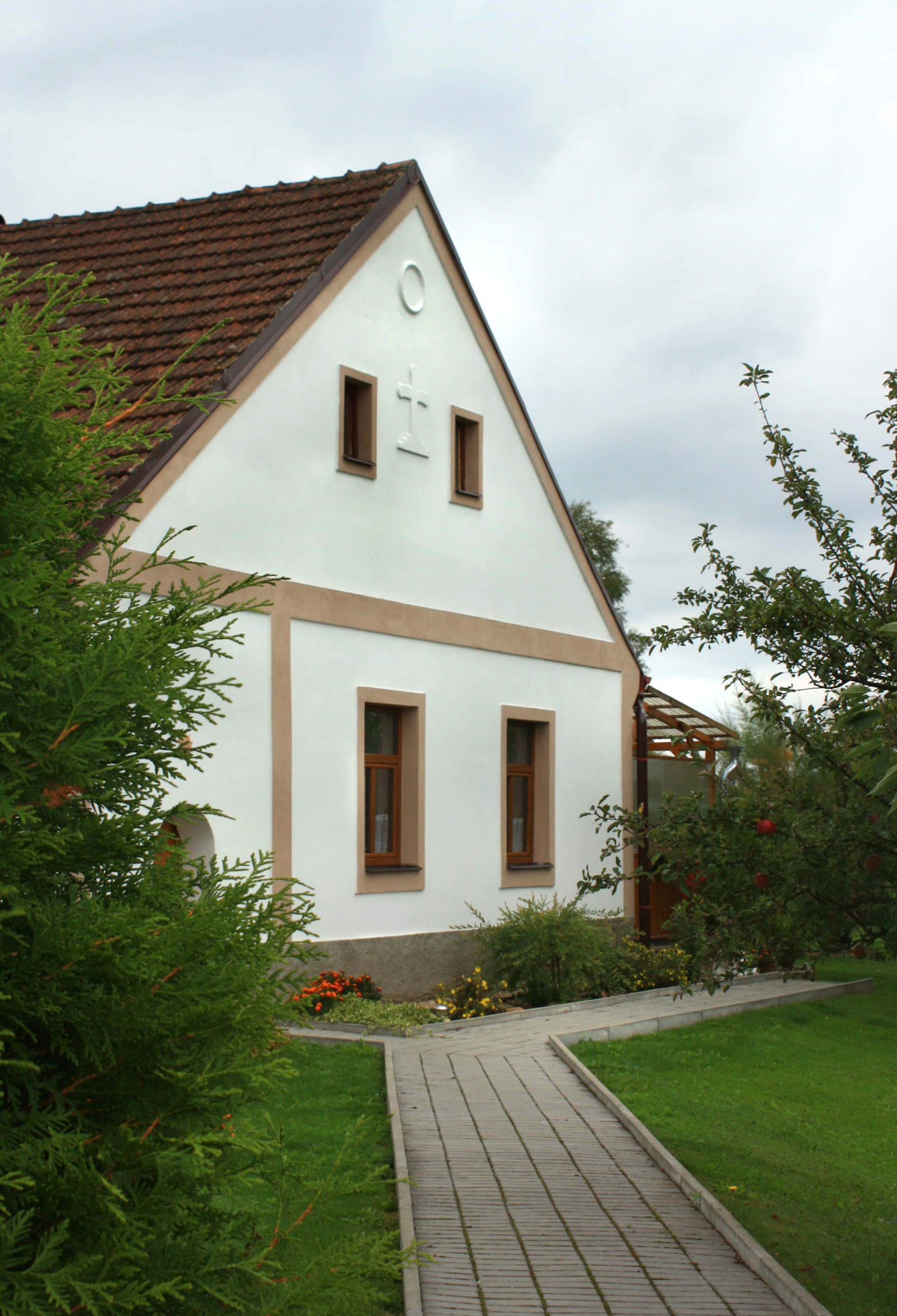
Památkově chráněný dům čp. 12
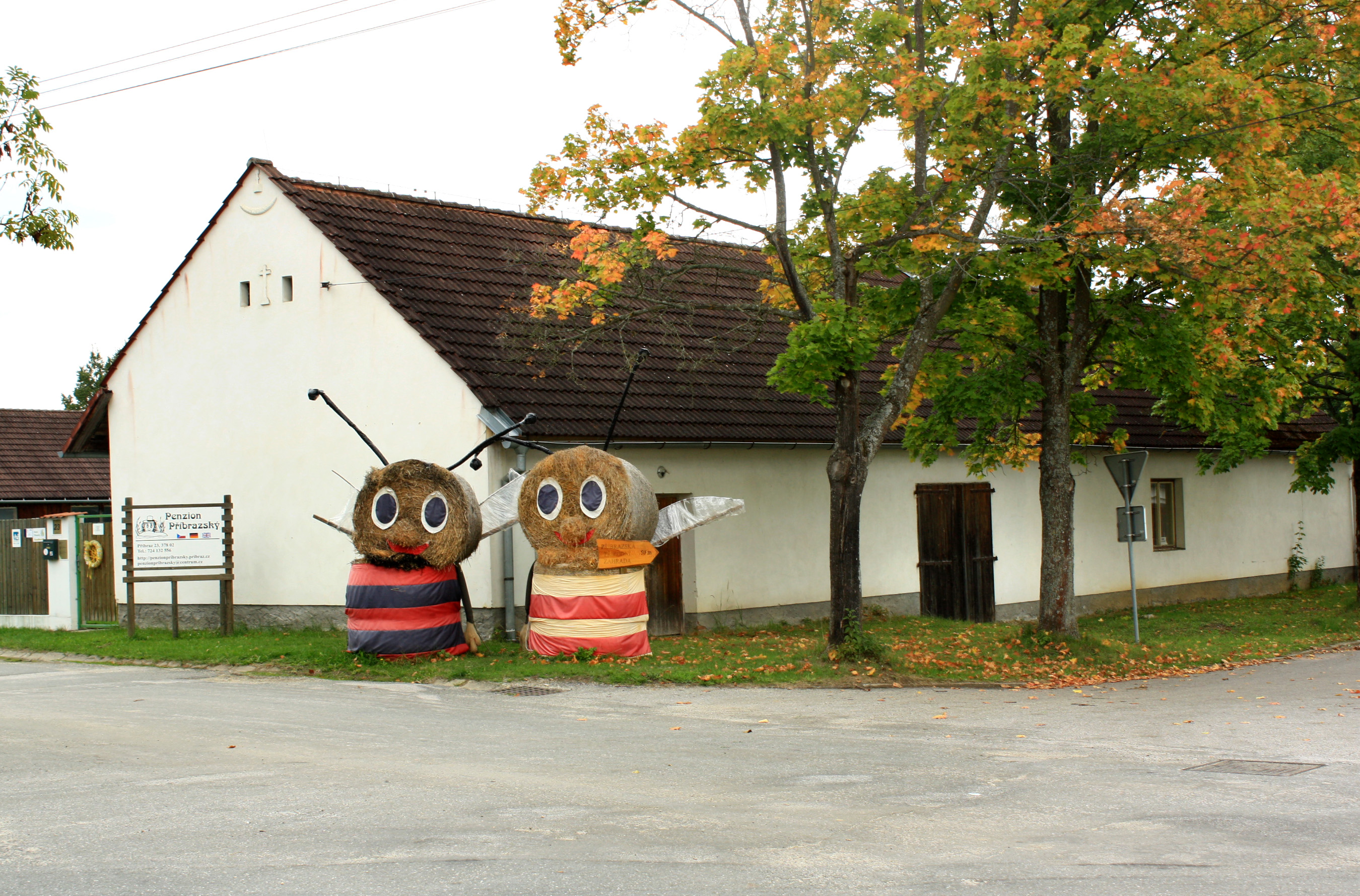
Penzion s reklamou
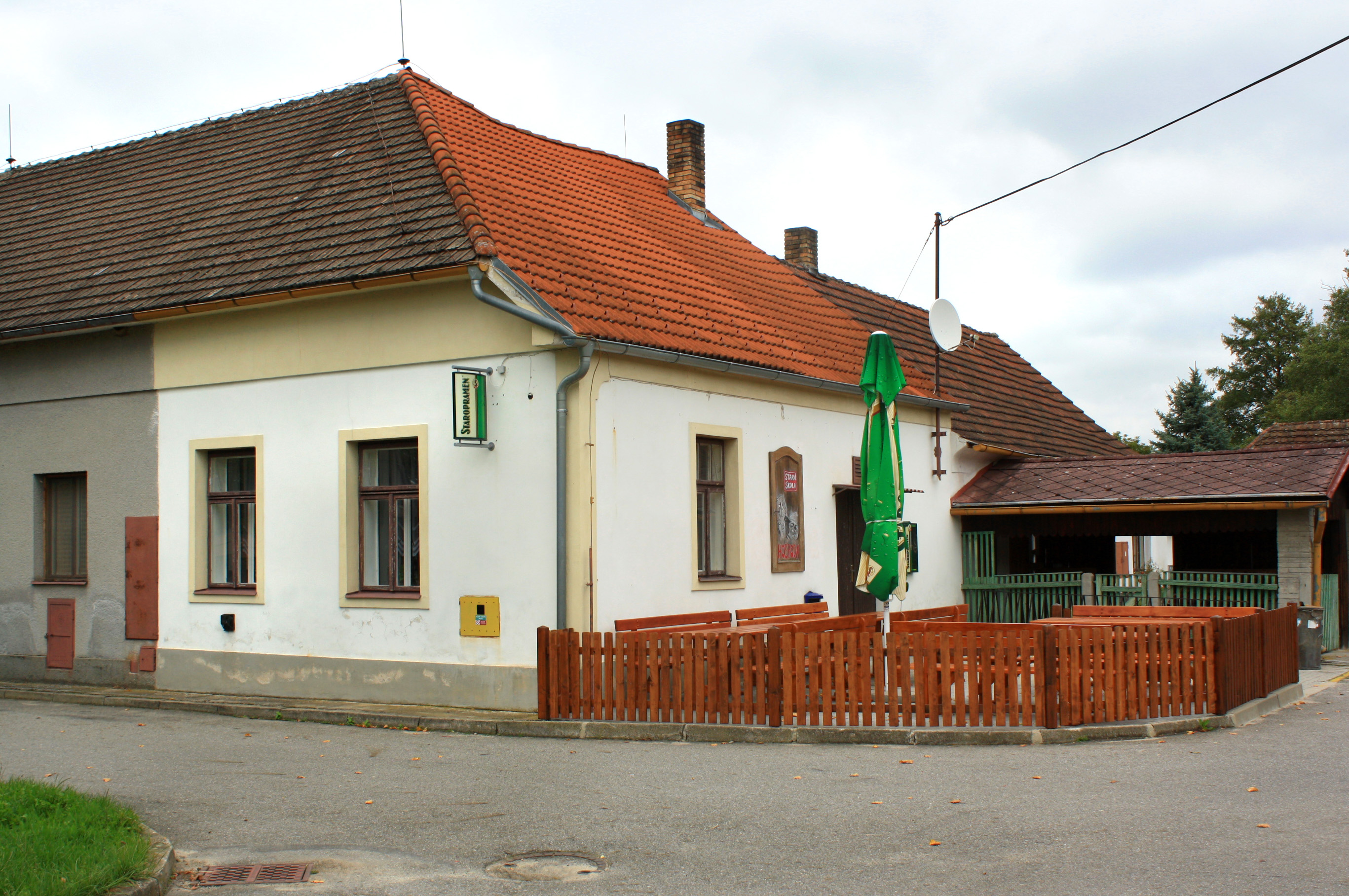
Částečně natřená hospoda